# 小行星8435
小行星8435（8435 Anser）是一颗绕太阳运转的小行星，为主小行星带小行星。该小行星于1960年9月26日发现。

## 轨道参数
小行星8435的轨道半长轴为2.2201320 AU，离心率为0.169。